# کالین کپرنیک
کالین راند کپرنیک (به انگلیسی: Colin Kaepernick)؛ (متولد ۳ نوامبر ۱۹۸۷) یک بازیکن فوتبال آمریکایی در پست کوارتربک برای تیم فورتی ناینرز سان فرانسیسکو (چهل و نُهی‌های سان‌فرانسیسکو) از لیگ ملی فوتبال آمریکا (NFL) است و از چهره‌های کلیدی این تیم محسوب می‌شود.
کپرنیک در سال ۲۰۱۳ بازیکن کلیدی تیمش بود و توانست در به فینال رسیدن فورتی نایترز نقش اساسی بازی کند؛ هر چند در سال‌های پس از آن فراز و نشیب داشته است.
او در شبکه‌های اجتماعی برای مبارزه با «تبعیض نژادی» فعالیت می‌کند و می‌گوید این موضوع برایش بسیار مهم‌تر از فوتبال است.

## اعتراض به تبعیض نژادی
کالین کپرنیک در آغاز یک بازی دوستانه در اوت ۲۰۱۶ و هنگامی که به رسم مسابقات لیگ ملی فوتبال آمریکا، سرود ملی آمریکا نواخته شد، مانند سایر بازیکنان نایستاد و در اعتراض به تبعیض نژادی روی نیمکت نشست.
اعتراض او به خشونت پلیس آمریکا علیه آمریکایی-آفریقایی‌تباران بود. او از حامیان جنبش جان سیاهان مهم است است که از چند سال پیش در اعتراض به کشته شدن مردان و پسران سیاه‌پوست با شلیک مأموران پلیس شکل گرفت.
این رفتار او با واکنش‌های مختلف و فراوانی روبرو شد. بعضی از تماشاگران هنگام ورود کپرنیک به زمین مسابقه او را هو کردند. اما تیم فورتی نایترز اعلام کرد به حق کپرنیک برای اعتراض احترام می‌گذارد. همزمان سازمان لیگ فوتبال آمریکا (ان.اف. ال) هم در واکنش به این خبر گفت: «ما بازیکنان را تشویق به احترام گذاشتن به سرود ملی می‌کنیم اما آنها مجبور به این کار نیستند.»
باراک اوباما رئیس جمهور آمریکا نیز گفته کالین کپرنیک از حق قانونی خود برای بیان اعتراض استفاده کرده است.